# IC 2171
IC 2171 је ознака објекта на координатама са ректансцензијом 6h 45m 13,0s и деклинацијом - 17° 40" 24'. Каснијим посматрањима на том положају није уочен никакав астрономски објекат.